# 41-я пехотная дивизия (вермахт)
41-я пехотная дивизия — тактическое соединение сухопутных войск вооружённых сил нацистской Германии периода Второй мировой войны.

## История
41-я пехотная дивизия была сформирована в январе 1945 года в Славонски-Броде на территории Независимого государства Хорватия на базе 41-й крепостной дивизии. Капитулировала 8 мая 1945 года возле Загреба и сдалась 11-й Югославской ударной дивизии

## Районы боевых действий
Балканы (Сербия, Хорватия) (Январь-Май 1945)

## Командующие
- Генерал-лейтенант — Вольфганг Хаузер (нем. Wolfgang Hauser) (январь — 8 мая 1945)